# Questo
Questo is een geslacht van spinnen uit de familie Gallieniellidae.

## Soorten
Het geslacht kent de volgende soort:
- Questo annuello Platnick, 2002